# 알렌숲쥐 (아프리카숲쥐속)
알렌숲쥐(Hylomyscus alleni)는 쥐과에 속하는 설치류의 일종이다. 아프리카 서부와 중부 지역의 토착종으로 널리 분포한다. 낙엽수림 서식지에서 발견된다.